# Karl Heinz Vosgerau
Karl-Heinz Vosgerau (Kiel, 16 agosto 1927 – Wolfenbüttel, 4 gennaio 2021) è stato un attore tedesco.

## Biografia
Vosgerau frequenta la scuola di recitazione di Kiel e lezioni di recitazione con Bernhard Minetti. Nel 1948 debutta a teatro come Jupiter nell'opera di Molière Amphitryon a Lüneburg. Seguiranno ingaggi a Kiel, Lübeck, Lüneburg, Braunschweig, Düsseldorf, Wuppertal, al Deutsches Schauspielhaus di Amburgo, a Berlino e Bochum.
Vosgerau debutta nel cinema nel 1956 con il dramma Das Dorf in der Heide per la regia di Hans Müller-Westernhagen. Dagli anni '70 recita in diverse produzioni sia di cinema che di televisione come Wie ein Blitz di Francis Durbridge dove recita al fianc di Ingmar Zeisberg, Albert Lieven e Paul Hubschmid con la regia di Rolf von Sydow. Nella serie Die Schwarzwaldklinik recita nel 1987 in diversi episodi come Prof. Breeken. Seguirà poi la saga Das Erbe der Guldenburgs (1987) come Martin Graf von Guldenburg.
Nella serie M.E.T.R.O. – Ein Team auf Leben und Tod (2006), recita come Professor Sebastian Hansen.
È stato interprete per egisti come Peter Zadek (Der Pott, Die wilden Fünfziger), Rainer Werner Fassbinder (Acht Stunden sind kein Tag, Welt am Draht), Volker Schlöndorff (Die verlorene Ehre der Katharina Blum) e Jiří Menzel (Die Schokoladen-Schnüffler). È stato ospite in serie come Un caso per due, Der Alte, L'ispettore Derrick e in Das Traumschiff.
Karl-Heinz Vosgerau visse gli ultimi anni a Wolfenbüttel, dove muore a 92 anni il 4 gennaio 2021. Fu sposato e dal matrimonio nacque un figlio.